# Hey Child
A Hey Child című dal az angol fiúcsapat East 17 nevű formáció 2. kimásolt kislemeze a Around the World Hit Singles: The Journey So Far című válogatásalbumról. A dal csupán az angol kislemezlista 3. helyéig jutott, előkelőbb helyet nem sikerült szereznie.

## Megjelenések
12"  London Records – LXXDJ 390
- A	Hey Child (4 X Men Mix) - 5:36 Remix – Avant Guvners
- B	Hey Child (Mashed Up Mix) - 7:25 Remix – Kozmic Blues

CD Maxi  London Records – 850 803-2
1. Hey Child (7" Radio Edit) - 4:07 Mixed By – Bob Kraushaar
2. Hey Child (4 X Men Mix) - 5:36 Remix – Avant Guvners
3. Hey Child (Mashed Up Mix) - 7:25 Remix – Kozmic Blues
4. Hey Child (Club Mix) - 7:19 Remix – Tony De Vit & Simon Parkes

## Slágerlista
| Slágerlista (1996)                           | Legjobb helyezés |
| -------------------------------------------- | ---------------- |
| Németország (Official German Charts)         | 46               |
| Írország (IRMA)                              | 20               |
| Hollandia (Dutch Top 40)                     | 82               |
| Svájc (Schweizer Hitparade)                  | 45               |
| Egyesült Királyság (Official Charts Company) | 3                |